# Bad Moon Rising (Sonic Youth)
Bad Moon Rising è il secondo album del gruppo alternative rock statunitense Sonic Youth, il primo pubblicato per la Homestead Records nel 1985. È un concept album sui temi della morte e della follia,  temi principalmente utilizzati dal gruppo per tutte le loro composizioni. Ognuno dei due lati (nella versione originale in vinile) forma in pratica un'unica traccia, senza spazio fra un pezzo ed il successivo, fatta eccezione per Death Valley '69, che è una traccia separata dal resto.

## Tracce

### Versione originale
1. Intro – 1:12
2. Brave Men Run (In My Family) – 3:57
3. Society Is a Hole – 4:54
4. I Love Her All the Time – 8:19
5. Ghost Bitch – 4:24
6. I'm Insane – 6:56
7. Justice Is Might – 2:57
8. Death Valley '69 – 5:12

### Ristampa del 1995
1. Intro – 1:12
2. Brave Men Run (In My Family) – 3:57
3. Society Is a Hole – 4:54
4. I Love Her All the Time – 8:19
5. Ghost Bitch – 4:24
6. I'm Insane – 6:56
7. Justice Is Might – 2:57
8. Death Valley '69 – 5:12
9. Satan Is Boring – 5:12
10. Flower – 3:36
11. Halloween – 5:12
12. Echo Canyon – 1:08

- Tutte le tracce eccetto la 10 e la 11 sono registrate e mixate al Before Christ Studios, Brooklyn, New York tra il settembre ed il dicembre 1984. Le tracce 10 e 11 sono state registrate e mixate allo studio Radio Tokyo, Venice, California nel gennaio 1985.

## Formazione

### Gruppo
- Thurston Moore - voce, chitarra
- Lee Ranaldo - chitarra
- Kim Gordon - basso, voce
- Bob Bert - batteria

### Altri musicisti
- Lydia Lunch - voce in Death Valley '69